# Peliculeros
Peliculeros fue un programa de televisión español producido por 7 y Acción para Paramount Channel. Se emite los domingos, y está copresentado por los colaboradores de El hormiguero Juan Ibáñez, Damián Mollá y Jorge Marrón, "Marron".
El programa se estrenó el viernes 26 de septiembre de 2014 en horario central, y sufrió varios cambios de hora hasta ser finalmente ubicado en la tarde de los domingos, terminando su primera temporada el 25 de enero de 2015.

## Secciones
- Estrenos de la semana: Se repasan las películas que llegan a la cartelera española.
- Noticias de cine: Los presentadores analizan en clave de humor las noticias más curiosas del mundo del cine.
- Doblajes: Escenas de películas clásicas re-dobladas de forma cómica.
- Test de cine: El invitado de la semana contesta a una serie de preguntas acerca de sus preferencias cinematográficas.
- Se abre el telón...: A lo largo del programa, los presentadores cuentan una serie de chistes con este comienzo.
- Trovial de cine: El invitado y uno de los presentadores juegan a responder una serie de preguntas sobre el cine.
- El impaciente inglés: Se analizan algunos aspectos de películas extranjeras que a los espectadores españoles se les pueden escapar debido a las diferencias con el inglés.
- Cocinéfilos: Los presentadores explican la elaboración de algunas de las comidas y bebidas más conocidas del cine.
- Los Exmen: Se repasa la vida sentimental de algún actor o actriz célebre, y a partir de ésta, los presentadores tratan de identificar un patrón para recomendarle a su siguiente pareja ideal.
- Teléfono rojo: Los presentadores y el invitado llaman a un número de teléfono al azar e intentan meter en la conversación cuantos términos cinematográficos puedan antes de que les cuelguen.
- Titulitis: Los presentadores juegan con el invitado a adivinar películas por los títulos que creen que les pondrían sus madres.
- Cortos animados: Son cortos donde aparecen personajes de película en dibujos animados doblados de forma cómica.
- Tomas falsas: Se emiten al final del programa, mientras se muestran los créditos.

## Invitados y audiencias

### Primera temporada
| N.º                | Fecha                    | Hora               | Invitado                          | Espectadores  | Share         |
| ------------------ | ------------------------ | ------------------ | --------------------------------- | ------------- | ------------- |
| 1                  | 26 de septiembre de 2014 | 22:00              | Ernesto Sevilla                   | 266 000       | 1,8%          |
| 2                  | 3 de octubre de 2014     | 22:00              | Marta Hazas                       | 181 000       | 1,1%          |
| 3                  | 10 de octubre de 2014    | 20:00              | Julián López                      | 102 000       | 1,0%          |
| 4                  | 17 de octubre de 2014    | 20:00              | Eloy Azorín                       | 118 000       | 1,2%          |
| 5                  | 24 de octubre de 2014    | 20:00              | Raúl Arévalo                      | 85 000        | 0,8%          |
| 6                  | 31 de octubre de 2014    | 00:00              | Javier Botet (Especial Halloween) | 114 000       | 1,0%          |
| 7                  | 7 de noviembre de 2014   | 21:30              | Antonio de la Torre               | 179 000       | 1,1%          |
| 8                  | 14 de noviembre de 2014  | 21:30              | Angy Fernández                    | 192 000       | 1,2%          |
| 9                  | 23 de noviembre de 2014  | 14:30              | Pablo Rivero                      | 92 000        | 0,7%          |
| 10                 | 30 de noviembre de 2014  | 15:00              | Canco Rodríguez                   | 106 000       | 0,8%          |
| 11                 | 7 de diciembre de 2014   | 15:00              | Javier Pereira                    | No disponible | No disponible |
| 12                 | 14 de diciembre de 2014  | 15:00              | Nacho Vigalondo                   | 145 000       | 1,0%          |
| 13                 | 21 de diciembre de 2014  | 15:00              | Cecilia Freire                    | 126 000       | 1,0%          |
| 14                 | 28 de diciembre de 2014  | 15:00              | Carmen Ruiz                       | 248 000       | 1,8%          |
| 15                 | 4 de enero de 2015       | 15:00              | Macarena Gómez                    | 198 000       | 1,8%          |
| 16                 | 11 de enero de 2015      | 15:00              | Nerea Barros                      | No disponible | No disponible |
| 17                 | 18 de enero de 2015      | 15:00              | Elena Furiase                     | 161 000       | 1,0%          |
| 18                 | 25 de enero de 2015      | 15:00              | Concha Velasco                    | 193 000       | 1,4%          |
| Media de temporada | Media de temporada       | Media de temporada | Media de temporada                | 156 000       | 1,1%          |

- Máximo histórico.
- Mínimo histórico.